# Sunsoft
Sunsoft (яп. 株式会社サンソフト) — японська компанія з розробки та видання відеоігор. Заснована 1978 року як підрозділ Sun Corporation, яка в свою чергу є підрозділом Sun Electronics (або Sun Denshi; サン電子) в Японії. Компанія спеціалізується на розробці відеоігор для гральних консолей, персональних комп'ютерів і аркадних ігрових автоматів. Також вона випускала ігри за мотивами популярних кінофільмів, таких як Batman і The Addams Family.
В кінці 1990-х років компанія закрила свої офіси в США та Європі, але продовжила функціонувати в Японії. 14 вересня 2006 компанія Nintendo анонсувала партнерство з Sunsoft в рамках сервісу Virtual Console для Nintendo Wii.